# Marcello Gianotti
Marcello Gianotti (Torino, 10 agosto 1799 – Moncalieri, 7 marzo 1868) è stato un generale e politico italiano, che dopo aver combattuto nella prima e nella seconda guerra d'indipendenza italiana, il 20 novembre 1861 fu nominato Senatore del Regno, carica che mantenne fino alla sua morte.

## Biografia
Nacque a Torino il 10 agosto 1799, figlio di Luigi Angelo e di Vittoria Gino, da famiglia originaria di Giaveno. Arruolatosi nell'Armata Sarda dopo la restaurazione, il 29 marzo 1815 divenne cadetto presso la Regia Scuola d'artiglieria e genio. Il 18 dicembre 1817 divenne sottotenente allievo della Scuola del genio, e il 27 settembre 1819 fu promosso tenente di 2ª Classe del Corpo Reale del Genio, divenendo tenente di 1ª classe il 29 dicembre 1821. Fu promosso tenente il 27 settembre 1819, capitano il 25 gennaio 1826, e maggiore il 9 febbraio 1835. Nominato conte il 26 gennaio 1836, promosso colonnello e nominato comandante del Reggimento "Cacciatori Guardie" il 27 novembre 1847.
Nel 1848 partecipò alla prima guerra d'indipendenza italiana, e il 17 febbraio 1849, in vista della ripresa delle operazioni militari, fu promosso maggior generale comandante della 2ª Brigata della 5ª Divisione (lombarda), il cui comandante era Gerolamo Ramorino, che secondo Pinelli era costituita da uomini non propriamente fedeli al re ma di ideologie democratico-repubblicane. Il 1 maggio 1849 assunse il comando della Brigata Piemonte e il 21 dicembre 1852 della Brigata Granatieri di Sardegna. Il 12 marzo 1859 fu elevato al rango di tenente generale e prese parte alla seconda guerra d'indipendenza italiana in cui fu al comando delle Divisioni militari di Alessandria, Parma e di Livorno. Il 20 novembre 1861 fu nominato Senatore del Regno e il 18 maggio 1865 venne collocato a riposo. Si spense a Moncalieri il 7 marzo 1868. Sposato con Giuseppina Michelini di San Martino, la coppia ebbe sette figli.

### Fonti
1. 1 2 3 4 5 6  Ilari, Shamà 2008, p. 260.
2. ↑  Di Pietrantonio 2020, p. 86.
3. 1 2  Lo Faso di Serradifalco 2016, p. 229.
4. 1 2 3  Di Pietrantonio 2020, p. 87.